# 565 Marbachia
Az 565 Marbachia egy a Naprendszer kisbolygói közül, amit Max Wolf fedezett fel 1905. május 9-én.